# 目送一九四九
《目送一九四九：龍應台的探索》为2009年10月三立電視首度與作家龍應台及導演王小棣合作拍攝的纪录片，三立電視、盧米埃電影聯合出品，監製王小棣，導演黃黎明。
本片拍攝龍應台寫作《大江大海一九四九》的訪談過程，龍應台的訪談對象包含作家、企業主等等，地点包括臺北市、長春市等地，內容也有龍應台與母親應美君、兒子安德烈的互動。王小棣為受訪者之一，他發現龍應台的訪談內容值得記錄，又見龍應台拿著自家Video8攝影機錄影，於是找到搭擋黃黎明拍攝本片。
2009年11月17日，三立電視舉辦本片全球首映會，龍應台與中華民國副總統蕭萬長到場觀賞；2009年11月20日，公共電視文化事業基金會首播本片；2009年12月12日，三立新聞台播出本片。2010年第45屆金鐘獎，負責本片配樂的史擷詠以及音效設計的劉更始獲得電視金鐘獎音效獎。

## 工作人員
- 出品：三立電視、盧米埃電影
- 創意構成：龍應台
- 監製：王小棣
- 導演：黃黎明
- 配樂：史擷詠
- 音效：劉更始

## 外部連結
- 目送一九四九公視官方網站
- 互联网电影数据库（IMDb）上《目送一九四九》的资料（英文）
- 豆瓣电影上《目送一九四九》的資料 （简体中文）